# Davide Silvestri
Davide Silvestri (Milano, 17 maggio 1981) è un attore italiano.

## Biografia
Dopo aver lavorato come modello e in campo pubblicitario, si dedica alla recitazione iniziando la sua carriera d'attore all'età di diciassette anni. Dal 1999 al 2003 è infatti uno dei protagonisti, nel ruolo di Marco Falcon, della soap opera di Canale 5 Vivere. Nel 2003 partecipa alla prima edizione de L'isola dei famosi, condotto da Simona Ventura, venendo eliminato in finale e classificandosi al quarto posto.
Dopo questa esperienza, decide di dedicarsi alla sua formazione, facendo le audizioni ed entrando nel 2005 a far parte degli allievi dell'Accademia dei Filodrammatici di Milano, dove ha modo di lavorare con insegnanti quali Nikolaj Karpov, Peter Clough e molti altri.
In teatro ha interpretato ruoli da protagonista in spettacoli, come Il ritratto di Dorian Gray di Oscar Wilde, Romeo e Giulietta di William Shakespeare, Cecè e Bellavita di Pirandello, Antigone di Sofocle.
Nel 2006 debutta al cinema con Coppia normalissima alla prima esperienza, scritto e diretto da Luca Mazzieri, in cui è protagonista nel ruolo di Romeo, ha successivamente interpretato Scrivilo sui muri (2007), regia di Giancarlo Scarchilli, e La fidanzata di papà (2008), regia di Enrico Oldoini.
Nel 2008 torna a lavorare in TV, con il ruolo di Falco Palmieri, nella seconda stagione della fiction Capri. Poi nel 2010, al fianco di Giancarlo Giannini, è nel cast del film Prima della felicità, per la regia di Bruno Gaburro. Nel 2012 recita nella fiction Benvenuti a tavola, con Fabrizio Bentivoglio e Giorgio Tirabassi. Nel 2013 svolge il ruolo di aiuto regista di Pasquale Marrazzo ne La moglie del soldato, commedia liberamente tratta dall'omonimo film di Neil Jordan che viene messa in scena al Teatro Litta di Milano. Sempre nel 2013 recita in Veronika Voss, testo originale di Rainer Werner Fassbinder per la regia di Pasquale Marrazzo al Teatro Sala Fontana di Milano, mentre l'anno seguente recita accanto a Terence Hill in Don Matteo 9.
Sempre nel 2014 è protagonista nel video ufficiale del brano certificato Disco d'oro L'ultimo addio della cantante Annalisa, nel ruolo del fidanzato.
Entra poi a far parte del cast della terza stagione della fiction Che Dio ci aiuti, mentre nel 2015 è sul set della serie TV Squadra mobile.
Nel 2018 decide di abbandonare temporaneamente la carriera da attore per aprire un birrificio artigianale a Milano.
A partire da settembre 2021 prende parte come concorrente alla sesta edizione del Grande Fratello VIP, condotta da Alfonso Signorini, arrivando in finale e classificandosi al secondo posto.

## Vita privata
È cugino del cantante e frontman dei Modà, Kekko Silvestre; i due hanno un cognome diverso a causa di un banale errore dell'ufficio di stato civile.

## Filmografia

### Attore

#### Cinema
- Vita Smeralda, regia di Jerry Calà (2006)
- Coppia normalissima alla prima esperienza, regia di Luca Mazzieri (2006)
- Scrivilo sui muri, regia di Giancarlo Scarchilli (2007)
- La fidanzata di papà, regia di Enrico Oldoini (2008)
- Prima della felicità, regia di Bruno Gaburro (2010)
- La soluzione migliore - E mai bine așa, regia di Luca Mazzieri (2010)
- Nina dei lupi, regia di Antonio Pisu (2023)

#### Televisione
- Vivere – soap opera (1999-2003)
- Camera Café – sitcom (2003)
- Radio Sex – sitcom (2006)
- Capri 2 – serie TV (2008)
- Fratelli Benvenuti – serie TV (2010)
- Benvenuti a tavola - Nord vs Sud – serie TV (2012)
- Don Matteo – serie TV, episodio 9x12 (2014)
- Ti amo troppo per dirtelo, regia di Marco Ponti – film TV (2014)
- Che Dio ci aiuti – serie TV (2014)
- La dama velata – serie TV (2015)
- Squadra mobile – serie TV, episodi 1x12-1x15 (2015)

#### Videoclip
- Da me a te di Claudio Baglioni (1998)
- Arriverà dei Modà (2011)
- La paura che ho di perderti di Bianca Atzei (2013)
- L'ultimo addio di Annalisa (2014)

## Teatro
- Il ritratto di Dorian Gray di Oscar Wilde, regia di Aldo Corcelli (2005)
- Estratti dall'Antigone di Sofocle, regia di Massimo Loreto (2007)
- Cecè di Luigi Pirandello, regia di Riccardo Pradella (2007)
- Bellavita di Luigi Pirandello, regia di Riccardo Pradella (2007)
- Marionette, che passione! di Pier Maria Rosso di San Secondo, regia di Riccardo Pradella (2007)
- Regine di Francia di Thornton Wilder, regia di Riccardo Pradella (2007)
- Romeo e Giulietta, regia di Corrado D'Elia (2011)
- Veronika Voss, testo originale di Rainer Werner Fassbinder, regia di Pasquale Marrazzo (2013)

## Programmi televisivi
- L'isola dei famosi 1 (Rai 2, 2003) – concorrente
- Grande Fratello VIP 6 (Canale 5, 2021-2022) – concorrente finalista